# Attilio Fontana
Attilio Fontana (ur. 28 marca 1952 w Varese) – włoski polityk, prawnik i samorządowiec, w latach 2006–2016 burmistrz Varese, od 2018 prezydent Lombardii.

## Życiorys
Z wykształcenia prawnik, w 1975 ukończył studia na Uniwersytecie w Mediolanie. Podjął następnie praktykę w zawodzie adwokata. Działał w lokalnym samorządzie zawodowym adwokatów i prokuratorów.
Zaangażował się w działalność polityczną w ramach Ligi Północnej. W latach 1995–1999 był burmistrzem miejscowości Induno Olona. Od 2000 do 2006 pełnił funkcję przewodniczącego rady regionalnej. W latach 2006–2016 przez dwie kadencje sprawował urząd burmistrza Varese. Przewodniczył regionalnemu oddziałowi związku gmin (ANCI), zasiadał też we władzach krajowych tej organizacji.
W 2018 został wybrany na prezydenta Lombardii, będąc kandydatem bloku centroprawicy skupionego wokół Ligi Północnej i partii Forza Italia. W wyborach w 2023 z powodzeniem ubiegał się o reelekcję.